# Atopochilus vogti
Atopochilus vogti är en fiskart som beskrevs av Pellegrin 1922. Atopochilus vogti ingår i släktet Atopochilus och familjen Mochokidae. IUCN kategoriserar arten globalt som otillräckligt studerad. Inga underarter finns listade.